# Eucranaus
Eucranaus is een geslacht van hooiwagens uit de familie Cranaidae.
De wetenschappelijke naam Eucranaus is voor het eerst geldig gepubliceerd door Roewer in 1913. 

## Soorten
Eucranaus omvat de volgende 3 soorten:
- Eucranaus fuscus
- Eucranaus reticulatus
- Eucranaus tenuipes